# Cäcilie M.
Cäcilie M. (Anna von Lieben, nacida como Anna von Tedesco; 1847–1900) es el seudónimo de una de las primeras pacientes de Sigmund Freud, a quien llamó en 1890 su “cliente principal” y en 1897 su “instructora”.

## Vida personal
Nacida en una rica familia judía austríaca, Anna von Lieben fue remitida a Freud a finales de los años ochenta para que la ayudara con una larga serie de trastornos nerviosos. Después de referirla a una consulta con Charcot, Freud la trató (con cierto éxito a corto plazo) a través del hipnotismo, llevándola con él a ver a Hippolyte Bernheim en 1889 con la esperanza (sin éxito) de que él pudiera ser capaz de lograr una cura permanente. También usó la abreacción para el alivio temporal de sus síntomas,sin embargo, señaló que su sentimiento de culpa y auto-reproches regresarían rápidamente después de las sesiones de tratamiento.
Sus síntomas, incluidas las alucinaciones y los espasmos físicos, sirvieron de base para muchas de las afirmaciones de Freud sobre la histeria de conversión; y cómo interpretar desde el síntoma físico o la alucinación hasta el significado emocional subyacente (simbólico) que expresa, a menudo mediante una lógica de "juego de palabras".